# Лобжанідзе Уча
Уча Лобжанідзе (груз. უჩა ლობჟანიძე, *23 лютого 1987, Тбілісі) — грузинський футболіст, захисник «Атирау» та збірної Грузії.

## Клубна кар'єра
Вихованець футбольної школи клубу «Динамо» з рідного Тбілісі. В основній команді клубу дебютував 2005 року, провів у її складі протягом 2005–2006 усього 4 гри. 2006 року перейшов до «Динамо» (Батумі), а ще за рік — до клубу «Зестафоні» з однойменного міста. Усього у вищому дивізіоні чемпіонату Грузії протягом 2005–2009 провів 85 ігор.
На початку 2010 року молодий захисник перейшов до «Дніпра», уклавши з дніпропетровським клубом чотирирічний контракт. Трансферна сума, сплачена грузинському клубу, склала €2 мільйони. Дебютував в іграх чемпіонату України, вийшовши на заміну у матчі «Дніпра» проти львівських «Карпат» 28 березня 2010 року. З того часу почав залучатись до складу дніпропетровської команди, проте основним гравцем так і не став.
З сезону 2011/12 два роки грав на правах оренди у криворізькому «Кривбасі», а після розформування клубу влітку 2013 року повернувся в Дніпропетровськ. Проте протягом сезону 2013/14 зіграв за «Дніпро» лише в одному матчі чемпіонату, вийшовши на останній хвилині матчу на заміну.
Влітку 2014 року на правах вільного агента покинув «Дніпро» і підписав контракт з кіпрською «Омонією».
У січні 2016 року повернувся до рідного тбіліського «Динамо», з яким також уклав контракт як вільний агент.
За рік, на початку 2017 року став гравцем казахстанського «Атирау».

## Виступи за збірну
Викликався до юнацьких та молодіжних збірних Грузії різних вікових категорій.
В іграх за національну збірну Грузії дебютував 27 травня 2008 року у товариському матчі зі збірною Естонії.
За головну команду країни провів 53 матчі.

## Досягнення
- Чемпіон Грузії (2):

«Динамо» (Тбілісі): 2004-05, 2015-16
- Володар Кубка Грузії (2):

«Зестафоні»:  2007-08
«Динамо» (Тбілісі):  2015-16